# Тур де Франс
Тур де Франс (фр. Tour de France), етапна је бициклистичка трка која се одржава сваке године у Француској и земљама у окружењу, у јулу мјесецу и траје три седмице. Најпопуларнија је и најпрестижнија трка на свијету, а такође, једна је од најстаријих етапних трка. Једна је од три гранд тур трке, поред Ђиро д’Италије и Вуелта а Еспање, а организује се у склопу свјетске бициклистичке уније , као дио  ворлд тура и учествују само UCI ворлд тур тимови и неколико тимова који добију специјалну позивницу организатора.
Први Тур де Франс одржан је 1903, као креација француског часописа L'Auto, у циљу повећавања тиража и од тада се одржава сваке године, осим прекида за вријеме Првог и Другог свјетског рата.
Трка се обично одржава у јулу, а рута је другачија сваке године. Иде се у Алпе и Пиринеје, а традиционални завршетак је на Јелисејским пољима у Паризу, етапа на којој се слави крај Тура, пије се шампањац и прославља побједа. Модерни Тур де Франс има 21 етапу и два дана одмора. Број тимова је између 20 и 22, са по осам возача у сваком тиму од 2018, до тада их је било по девет. Све етапе су одређене временом, тако да се времена возача сабирају и возач са најмањим укупним временом је лидер генералног пласмана и трке и носи жуту мајицу. Поред генералног пласмана, који привлачи највише пажње јер означава и побједника трке, на Туру се налазе и друге класификације: класификација по поенима, за коју се додјељује зелена мајица, а поени се сакупљају на крају сваке етапе и на пролазним циљевима током етапа; брдска класификација, за коју се додјељује тачкаста мајица, а поени се сакупљају на означеним брдским циљевима, који су подијељени у пет категорија; класификација за најбољег младог возача, за коју се додјељује бијела мајица, а учествују само возачи до 25 година; класификација за најагресивнијег возача, за коју се најагресивнијем возачу на крају сваке етапе, као и најагресивнијем укупно на крају трке, додјељује црвени број, а побједника бирају судије; тимска класификација, у којој се на свакој етапи рачунају времена прве тројице из сваког тима, а возачи најбољег тима носе жуте бројеве и жуте кациге. Поред њих, додјељују се и друге, мање награде, као што су Сувенир Анри Дегранж за првог возача преко највишег успона на Туру те године и Сувенир Жак Годе за првог возача преко успона Кол де Турмале, када се успон вози. Етапне побједе такође доносе велики престиж и новчане награде и сваки тим долази са својим спринтером у циљу остваривања што више побједа.
Рекордери по броју побједа су Жак Анкетил, Еди Меркс, Бернар Ино и Мигел Индураин са по пет побједа, док су Крис Фрум и Тадеј Погачар остварили по четири побједе. Ленс Армстронг је освојио трку седам пута заредом, али су му резултати поништени због допинга. Рекордер у класификацији по поенима је Петер Саган који је класификацију освојио седам пута, док је Ришар Виренк освојио брдску класификацију седам пута. Класификацију за најбољег младог возача је четири пута освојио Тадеј Погачар, а Марк Кевендиш је рекордер по броју етапних побједа са 35, док је Меркс остварио 34.

## Историја

### Први Тур де Франс — 1903
Први Тур де Франс је почео 1903. године, као креација француског листа Лото, Оснивач Тура је Анри Дегранж (1865—1940). Тур је требало да има пет етапа, од 31. маја до 5. јула, са стартом у Паризу, а затим у Лиону, Бордоу, Нанту и Марсељу пре повратка у Париз, а накнадно је додат Тулуз. Етапе је требало да почињу увече, а да се завршавају пре подне наредног дана, са даном одмора пре старта наредне етапе, али то се показало обесхрабрујуће и коштало је много, а уз то је учешће пријавило само 15 возача. Пољуљани тиме, идеја је била на ивици пропасти, али су одлучили да смање дужину на 19 дана, од 1. до 19. јула и понудили су новац свима који остваре просечну брзину од најмање 20 km//h на свакој етапи. А затим је смањена такса за учешће са 20 на 10 франака, а награда за победника била је 12 000 франака, а за победнике сваке појединачне етапе, по 3 000 франака. Победник би на тај начин зарадио шест пута више него што већина радника у фабрици заради за годину. То је привукло пажњу између 60 и 80 возача, ту су били и аматери, незапослени и авантуристи.
Први Тур де Франс стартовао је 1. јула 1903. у 15.16 по локалном времену. Након почетних етапа, многи возачи су одустали јер је било превише напорно, након четврте етапе, остала су само 24 возача. Трка се завршила надомак Париза, у насељу Вил д’Авре иза ресторана Пере Ото, пре церемонијалне вожње у Паризу и неколико кругова око Парка принчева. Морис Гарен је доминирао трком, победивши на првој и на задње две етапе са просечном брзином од 25 km/h. Задњи возач, Мијошо, завршио је чак 64 сата 57 минута и 22 секунде иза њега. Мисија Аута је успела и постигла велики публицитет, направивши од трке нешто много веће него што су се надали.

### 1904—1915
Страст након првог Тур де Франса је била таква да је Дегранж рекао да ће Тур 1904. године бити задњи. Возачи су варали и били су претучени од стране противничких навијача близу успона Кол де ла Република. Тур је освојио Морис Гарен, али су прва четворица на крају Тура дисквалификована због варања; Морис Гарен, Лисјен Потје, Чезар Гарен и Иполит Окуртје. Унија бициклиста је требало до 30. новембра да одлучи о дисквалификацији. Победа је припала Анрију Корнеу, који је првобитно завршио 2 сата и 59 минута иза Гарена. Корне је тако освојио Тур са само 19 година и 11 месеци, и постао најмлађи победник Тура. Реакција Дегранжа поводом варања и туче била је: КРАЈ. Али његово очајање није трајало дуго и планирао је нови Тур, овога пута са 11 етапа и све по дану — да би варање било лакше уочити. Етапе 1905. су почињале између 3 и 7.30 ујутру. Трка је достигла границе маште и тираж Лота је порастао са 25.000 на 65.000. Систем је промењен; уведен је систем по поенима, да би судијама било лакше. Први возач на крају етапе добијао је 1 поен, други 2 итд, тако да је победник на крају возач са најмање поена. Након што је био супериоран у прве три етапе, Рене Потје је морао да напусти Тур због запаљења тетива, а Луј Труселије је освојио Тур са 35 бодова. Године 1906. Тур је имао проблема са протестантима који су целим путем закуцавали ексере и узнемиравали возаче. Рене Потје је наставио тамо где је стао претходне године; тријумфовао је на пет етапа, док је остала упамћена његова победа на трећој етапи, где је провео соло у бегу 220 km. Освојио је Тур са 31 бодом, осам мање од Жоржа Пасерјеа. Тур 1907. обележио је Емил Жорж, који је након девет етапа био лидер са 20 бодова мање од Лисјена Пети-Бретона; међутим, на десетој етапи је нелегално променио бицикл и кажњен је са 45 поена, чиме је изгубио шансе за победу. Пети-Бретон је преузео вођство и освојио Тур. Жорж је завршио трећи, са 27 бодова више од Пети-Бретона. Пети-Бретон је доминирао Туром 1908; победио је на пет етапа, док само једну није завршио у топ 4; освојио је свој други Тур, са 32 бода мање од Луксембуржанина Франсое Фабеа. Тираж листа Лото је порастао на четврт милиона. Тур је 1909. добио првог страног победника; Луксембуржанин Франсоа Фабе га је освојио са 20 бодова мање од Гистава Гаригуа, уз шест освојених етапа.
Године 1910, Тур је први пут ишао у велике планине; две етапе су вожене у Пиринејима. Франсоа Фабе је био лидер до етапе 13, када је вођство преузео Октав Лапиз и освојио Тур са 4 бода мање од Фабеа. Током дана одмора, Француз Адолф Елијер се удавио приликом купања на Азурној обали. Године 1911. Тур су стартовала 84 возача, док га је завршило њих 28. Маурисио Броко је дисквалификован јер га је Анри Дегранж оптужио да вози за друге возаче за новац, што је против правила. Тур је први пут пролазио кроз Алпе; први пут су вожени велики успони Кол де Галибије и Кол де Телеграф. Гистав Гаригу је освојио Тур, уз једну етапну победу. Белгија је добила првог победника 1912; Одил Дефраје је убедљиво тријумфовао, са 59 бодова више од Ежена Кристофа, и то у последњем издању на којем је коришћен систем по поенима. Дегранж је био узнемирен након победе Дефрајеа, јер су му остали белгијски возачи помагали иако су били чланови других тимова. Дегранж је испробавао различите методе за победника. У почетку се користило време, као што је и данас, али у периоду од 1905. до 1912. најбољег су одлучивали поени који се добијају на крају сваке етапе. Дегранж је уочио проблеме са оба начина. Временом су ту били механички проблеми и возачи би губили превише времена на отклањање квара, али што се поена тиче — пошто нису морали да воде бригу о времену — то је утицало да не возе довољно јако, тако да су у миру возили до циља где су се борили за поене и систем по времену је враћен на Тур 1913. Године 1913. виђена је једна од најпознатијих прича на Туру: Ежен Кристоф, који је до тада био други у генералном пласману, на успону на Турмале а у оквиру шесте етапе поломио је виљушке, спустио се пешице и поправио бицикл у ковачници, те завршио етапу 3 сата и 50 минута иза Филипа Тиса. Марсел Бојсе је победио на шест етапа, али је сломио ручке на бициклу током седме етапе и изгубио преко сат времена; Филип Тис је освојио свој први Тур и донео другу победу Белгији. Тис је тријумфовао на првој етапи на Туру 1914. и био је лидер од почетка до краја. На претпоследњој, етапи 14, Тис је недозвољено променио точак, због чега је кажњен са 30 минута, али је на последњој етапи одбранио предност и освојио Тур минут и 50 секунди испред Анрија Пелисјеа. Тур је прекинут због почетка Првог светског рата.

### 1919—1939
На првом послератном Туру, доминирао је Ежен Кристоф, који је на две етапе до краја имао предност од 30 минута испред Фирмена Ламбоа, али на претпоследњој, етапи 14 сломио је виљушку, због чега је изгубио 2 и по сата док је поправио. Тур је освојио Ламбо, али је Кристоф добио исту новчану награду као Ламбо, 13.310 франака. Тур 1919. завршило је само 10 бициклиста, што је најмањи број у историји. На десетој етапи додељена је први пут жута мајица, а први возач који ју је обукао је Ежен Кристоф. На Туру 1920. доминирали су Белгијанци, освојили су првих седам места у генералном пласману и победили на 12 од 15 етапа. Своју рекордну, трећу победу, остварио је Филип Тис. Леон Сјер је наставио белгијску доминацију, освојивши Тур 1921. и тако доневши Белгији шесту победу заредом. Возачи су били подељени у прву и другу класу, а због недостатка борбености на етапи 12, Дегранж је санкционисао возаче прве класе, који су етапу 13 стартовали након возача друге класе. Домаћи фаворит, Оноре Бартелеми завршио је трећи, упркос проблемима на првој етапи, када му је пукло 11 гума. Ежен Кристоф је и 1922. имао пола сата предности до седме етапе, када је опет поломио виљушку и испао из трке за победу. До етапе 13 лидер је био Хектор Хезгем, међутим пао је и заменио бицикл, што није било дозвољено и кажњен је са сат времена, Тур је освојио Фирмен Ламбо. На Туру 1923. уведена је бонификација, два минута за победника етапе, а и дозвољена је замена покварених делова, уместо уобичајене поправке. Отавио Ботекја је постао први Италијан који је обукао жуту мајицу, док је Анри Пелисје освојио Тур, прекинувши тако доминацију Белгијанаца. Ботекја је 1924. донео Италији прву победу на Туру. Ботекја је жуту мајицу узео на првој етапи и задржао је до краја, поставши тако први возач који је жуту мајицу носио од почетка до краја.
Ботекја је освојио Тур и наредне године, највише захваљујући Лисјену Бису, који је радио за њега на деветој етапи. Тур 1926. је био најдужи у историји и први који је стартовао ван Париза. Бис је био доминантан, освојио је Тур сат и 22 минута испред Николаса Франца. Бис је за време трајања трке изгубио ћерку, док понеки историчари тврде да је умрла две недеље пре трке. Николас Франц је доминирао Туром 1927, освојивши скоро два сата испред Мауриса де Валеа, тако доневши Луксембургу другу победу. Франц је био доминантан и 1928, када је носио жуту мајицу од почетка до краја. Франц је на етапи 19 поломио бицикл, али је продавница бицикала била близу и узео је женски бицикл, на којем је одвезао последњих 100 km трке. Изгубио је пола сата, међутим имао је велику предност и остао је лидер. На Туру 1929, након седме етапе додељене су три жуте мајице, исто време имали су Николас Франц, Андре Ледик и Виктор Фонтан. Маурис де Вале је био лидер, мучио се током етапе 14, где су му помагали остали белгијски возачи, претежно из других тимова. Након победе Де Валеа, Дегранж је био разочаран начином на који је Де Вале остварио победу и увео је националне уместо комерцијалних тимова и возили су жуте бицикле, које је он обезбедио, без имена произвођача. Такође је оформио неколико регионалних тимова у Француској, да би учествовали возачи који се нису могли квалификовати на други начин; првобитни туристи на Туру су углавном нестали, али су неки нашли своје место у регионалним тимовима. На првом Туру са националним тимовима, доминирала је Француска, шесторица Француза су завршили у топ 10, Шарл Пелисје је победио на осам етапа, док је Тур освојио Андре Ледик. Антонен Мањ је освојио Тур 1931, 12 минута испред Јефа Демојсера, што је до тада била најмања временска разлика.
Андре Ледик је 1932. остварио другу победу на Туру, док је Курт Степел освојио друго место и постао први Немац на подијуму. Жорж Спеше је освојио Тур 1933, са четири минута испред Леарка Гвере. На Туру 1933. је уведена брдска класификација, коју је освојио Висенте Труеба. Према тврдњи Дегранжа, рекордан тираж часописа Лото био је током Тура 1933. године: 854.000. На Туру 1934. вожен је први индивидуални хронометар, у дужини од 90 km, на коме је победио Антонен Мањ, који је и освојио свој други Тур. Ипак, херој је био Рене Вијето, који је Мању два пута дао точак у Пиринејима, уништивши тако сопствене шансе. На Туру 1935 Ромен Мас је узео жуту мајицу на првој етапи и задржао је до краја. Током седме етапе, Франсиско Кепеда је пао приликом спуста са Кол де Галибијеа, када је погрешно проценио лакат кривину и пао у провалију и фатално је разбио главу. Кепеда је преживео пад, али је умро приликом транспорта у болницу. Године 1936, Тур је освојио Белгијанац Силвер Мас. Анри Дегранж је имао две операције простате, а Тур је био на ивици распадања без њега. Дегранж је умро 16. августа 1940. године. Трку је преузео Жак Годе. Године 1937, Силвер Мас је био лидер и водио је велику борбу са Рожеом Лапебјеом, а организатори Тура су одлучили да смање број екипних хронометара, што је смањило Масове шансе за победу. На етапи 15, Мас је створио велику предност у односу на Лапебјеа, кога је публика гурала, што је касније признао и Феликс Левитан, директор Тура осамдесетих. Мас је доживео дефект, због којег га је Лапебје претекао, а након етапе је кажњен са 90 секунди због гурања. Током етапе 16, воз је прошао таман након што је Лапебје прошао, спречивши Маса да прође. Мас је био увређен овим и напустио је Тур заједно са целим тимом Белгије. Године 1938. Ђино Бартали је освојио Тур, 18 минута испред Фелицина Вервакеа. Бартали није био у могућности да брани победу наредне године, јер због наступајућег рата Италија није слала тим на Тур 1939, који је освојио Силвер Мас. Рене Вијето је био лидер до етапе 15, када је Мас напао на Кол де Изоару и преузео вођство, које је сачувао до краја.

### 1947—1969
Године 1944. часопис Лото је угашен због објављивања чланака блиских Немачкој. Све што им је припадало, укључујући и Тур де Франс, заплењено је у корист државе. Годеу је дозвољено покретање другог часописа, Лекип, али за поновну организацију Тура, имао је конкуренцију у виду конзорцијума спорта, обе стране су организовале кандидатску трку, са по пет етапа. Лекип је организовао Ла корс ду Тур де Франс, а конзорцијум спорта Ла ронд де Франс. Трка Лекипа је била боље организована и привукла је више публике јер су учествовали тимови који су били на Туру пре рата, када је француски бициклизам био на високом нивоу. Годеу је припало право да организује Тур 1947. али је Лекип био слаб са финансијама и прихватили су помоћ часописа Амори, који је подржавао покретање послератног Тура. Уредник часописа Амори, Феликс Левитан, придружио се Годеу у организацији Тура. Годе се бавио спортском страном, а Левитан финансијском. На првом послератном Туру, 1947, Рене Вијето је био лидер до етапе 18, на којој је изгубио 14 минута и Пјер Брамбила је преузео жуту мајицу. На последњој етапи, Жан Робик је напао, Брамбила је остао блокиран у групи, није могао да прође и Робик је правио разлику. На крају је етапу завршио 13 минута испред Брамбиле и освојио је Тур. Робик је тако постао први возач који је освојио Тур а да није носио жуту мајицу ни на једној етапи. Године 1948, Ђино Бартали се вратио на Тур, 10 година након прве побједе. Након етапе 12, Бартали је био 21 минут иза Луизона Бобеа. У току Тура, лидер комунистичке партије у Италији је погођен у врат. Напетост у Италији је расла, људи су били револтирани, а онда је Бартали победио на три етапе заредом и стекао је 14 минута предности. Револтираност и бес су прешли на причу о Барталију, све разлике су биле заборављене. Погођени премијер, Тољати, изашао је из болнице да види како Тур напредује и да позове грађане да се смире. Бартали је на крају освојио Тур 26 минута испред Брика Схотеа, уз седам освојених етапа и освојену брдску класификацију. Бартали је тако освојио Тур након 10 година, што је најдужи размак између две победе икада.
Године 1949, италијански менаџер — Алфредо Бинда повео је на Тур Барталија и младу италијанску звезду — Фауста Копија, који је претходно те године освојио Ђиро. Бинда је имао проблема да убеди двојицу сјајних шампиона да возе заједно. Разговарао је са њима двојицом сатима и убеђивао их зашто је Италији потребна победа на Туру. Убедио их је да возе заједно и да слушају његова упутства. Међутим, ствари нису почеле баш најбоље, Бинда је изјавио да је то „као да стављате мачку и пса у исту врећу”. На петој етапи, Копи и жута мајица — Жак Маринели, отишли су у бег са још пет возача, стекли су шест минута предности, али су гледаоци изазвали пад Копија и Маринелија. Маринели је могао да настави, али је Копијев бицикл био сломљен. Док је чекао на нови бицикл, Бартали га је достигао и чекао је заједно са њим. Након што је Бинда донео Копију нови бицикл — Бартали и Копи су кренули у потеру за возачима који су били испред. Копи је остајао без снаге и Бартали је отишао од њега; Копи је изгубио 18 минута на тој етапи. Копи је оптужио Бинду да је фаворизовао Барталија и да не жели да вози у тиму у коме Бартали има већи степен подршке. Бинда је успио да убеди Копија да настави да вози. Копи је заостајао 36 минута иза Маринелија, али је био у доброј форми. Освојио је 92 km дуг хронометар седам и по минута испред Маринелија. Копи је тада био на 14 месту у генералном пласману, 28 минута иза Маринелија, док је Бартали био седми, 20 минута иза Маринелија. На десетој етапи, Италијани Фјоренцо Мањи и Серафино Бјађони су отишли у бег са још два возача, завршили су 20 минута испред групе и Мањи је узео жуту мајицу. На етапи 11, Копи је напао заједно са Жаном Робиком и Лисјеном Лазаридесом. Копију се пробушила гума и Французи су завршили минут испред њега; међутим, Копи је преполовио свој заостатак у генералном пласману, дошавши до деветог места, 14 минута иза Мањија. На етапи 16, Копи и Бартали су напали. Барталију се пробушила гума и Копи га је чекао. Завршили су пет минута испред Робика, док су остали били доста иза. Барталију је био рођендан и Копи му је допустио да победи на етапи. Бартали је тако узео жуту мајицу, док је Копи био минут и по иза. На етапи 17, Копи и Бартали су опет напали заједно. Барталију је пукла гума, Копи га је опет чекао. На 40 km до циља, Бартали је пао, а Бинда је рекао Копију да настави сам. Копи је завршио скоро четири минута испред Барталија, док је Маринели завршио трећи, 12 минута иза. Копи је преузео жуту мајицу. На етапи 20, хронометру дугом 137 km, Копи је победио са седам минута испред Барталија, док је Маринели завршио 11 минута иза. На последњој етапи није било промена и Копи је освојио Тур 10 минута испред Барталија. Копи је на тај начин постао први возач који је освојио Ђиро и Тур у истој години, популарни Ђиро — Тур дабл. До 1980. Тур је имао између 20 и 25 етапа, а возило их се и по две-три дневно. 1953. на Туру је уведена зелена мајица за класификацију по поенима.
Национални тимови су учествовали на Туру до 1961. године, неке нације су имале више од једног тима, а неке су морале да се споје да би имали потребан број учесника. Национални тимови су заинтересовали машту публике, али су имали препреку. Ту су возили возачи који су остатак сезоне били у ривалским тимовима, лојалност возача је била доведена у питање, а спонзори нису били срећни што су своје возаче препуштали анонимцима за највећу трку у сезони, а такође, возачи су носили националне боје, са малим простором на грудима за име тима за које нормално возе. Ситуација је постала критична на старту 1960. када је фабрика бицикала била пред гашењем, па је Тур враћен на комерцијалне тимове 1962. Затим је ту био растући проблем допинга, који је кулминирао смрћу Тома Симпсона 1967. Унија бициклиста је представила дневни лимит и дистанцу, са обавезним даном одмора и допинг тестовима. Тур се вратио националним тимовима 1967. и 1968. а 1969. је враћен комерцијалним тимовима, уз могућност да национални буду сваких неколико година, што се никад није десило. 1961. стартовала је аматерска верзија Тур де Франса, Тур де л’Авенир (фр. Tour de l'Avenir — досл. „тур будућности”).

### 1969—1988
Седамдесете су биле обележене доминацијом Едија Меркса, који је трку освојио пет пута, два пута брдску класификацију и три пута класификацију по поенима, уз рекордне 34 етапне победе.
За време ере директора Феликса Левитана, Тур је добио комерцијалну страну. Доведени су многи спонзори, а неки су прихватили и награде, због недостатка новца. Године 1975. је представљен завршетак трке на Јелисејским пољима, а исте године је уведена тачкаста мајица за победника брдске класификације, у бојама чоколадне компаније која је спонзорисала Тур.
1982. Ирац Шон Кели (победник класификације по поенима) и Аустралијанац Фил Андерсон (најбољи млади возач), постали су први победници неке класификације на Туру, а да нису из Континенталне Европе. Американац Грег Лемонд постао је први неевропски победник Тура 1986. године. 1984. први пут је одржан Тур де Франс за жене, возио се исте недеље кад и Тур за мушкарце, освојила га је Маријана Мартин.
Како је популарност Тура расла, тако су расле и финансије, а Годе и Левитан су се сукобљавали око управљања трком. Левитан је покренуо Тур Америке, у намери да пресели Тур де Франс у САД. Тур Америке је изгубио много новца и испоставило се да је финансијски пређен од стране Тур де Франса. У годинама пре 1987. Левитанову позицију је увек штитио Емилион Амори, тадашњи власник организације ASO. У међувремену, Емилијен се пензионисао и његов син, Филип Амори је преузео управљање организацијом. Када је Левитан дошао у своју канцеларију 17. марта 1987. затекао је закључана врата и отпуштен је. Управљање Тур де Франсом преузео је Жан Франсоа Радигје.

### 1988—данас
Године 1988. директор Тура је био директор Лекипа, Жан Пјер Куркол, а затим Жан Пјер Каренсо, а 1989. Жан Мари Лебланк. 2007. наследио га је Кристијан Прудом.
Власништво над Лекипом је 1993. премештено у Амори групу, са којом су оформили Амори спортску организацију (ASO), која данас осим Тура организује и још неколико великих трка.
Деведесете је обележио Мигел Индураин, који је постао први возач који је Тур освојио пет пута заредом. Његов рекорд срушио је Ленс Армстронг, који је Тур освојио седам пута заредом, али се касније испоставило да је користио допинг, те су му титуле одузете и рекорд и даље припада Индураину. 2011. Тур је освојио први Аустралијанц, Кадел Еванс, а 2012. године и Британија је добила свог првог победника, Бредлија Вигинса. Током деведесетих и почетком 21 века, много бициклиста је користило допинг. Тако су титуле, осим Армстронгу, одузете и Флојду Ландису и Алберту Контадору. Период у коме је Тур освајао Ленс Армстронг званично је без победника, јер су се осим Ленса допинговали и Јан Улрих, Иван Басо и Александар Винокуров. Осим њих, многи бивши возачи су, након краја каријере, објавили да су користили допинг.
Тур де Франс 2016. ушао је у историју, јер то био први Тур на коме ниједан возач није одустао пре осме етапе. Трку је освојио Крис Фрум, који је тако остварио трећу победу. На етапи 12, Фрум, Ричи Порт и Бауке Молема су оборени од стране мотоциклисте на успону Мон Ванту; Фрум је један део прешао трчећи, док није добио нови бицикл, али му је додељено исто време као и другим фаворитима. Тај моменат је изабран за најбољи у 2016. години, према бициклистичком сајту Cyclingnews.com. Тур де Франс 2017. стартовао је хронометром у Диселдорфу, који је освојио Герент Томас и тако постао први Велшанин који је обукао жуту мајицу. На четвртој етапи, у завршном спринту, петоструки узастопни победник класификације по поенима — Петер Саган — лактом је гурнуо и оборио Марка Кевендиша, због чега је дисквалификован. Тур је освојио Крис Фрум, 54 секунде испред Ригоберта Урана. Фрум је одлучујућу предност остварио на хронометру на последњој такмичарској, етапи 20. Занимљивија борба на хронометру вођена је за треће место, када је до тада другопласирани Ромен Барде изгубио минут и 13 секунди од Микела Ланде, али је задржао треће место, само секунду испред Ланде.
Организације Амори и RCS (која организује Ђиро д’Италију), предложиле су смањење броја возача за све три гранд тур трке са девет на осам, почевши од 2018, због доминације одређених тимова, UCI је то прихватио и број возача је смањен на осам. Тур де Франс 2018. стартовао је недељу касније од уобичајеног датума — 7. јула, због Светског првенства у фудбалу 2018. Крис Фрум је био позитиван на допинг тесту урађеном у септембру 2017. године, током етапе 18 Вуелта а Еспање. У организму је имао дупло више од дозвољене дозе салбутамола; дозвољена доза је 1.000 ng/mL, док је према правилнику UCI-ја максимална казна суспензија на двије године. Фрум је возио Ђиро, док је чекао да се случај реши, и освојио га; ASO је 1. јула обавестио тим Скај да Фруму неће бити дозвољено да стартује трку, али је пресуда донесена већ наредног дана — девет месеци након позитивног резултата, пет дана пре почетка Тур де Франса; Фрум је ослобођен свих оптужби и дозвољено му је да вози Тур. Тур де Франс 2018. освојио је Герент Томас, који је дошао на трку као главни помоћник за Криса Фрума (који је покушао да освоји и Ђиро и Тур у истој години) — али и као план Б, тврдећи од самог почетка да ће лидерска позиција у тиму Скај да се одлучи у Алпима. Томас је узео жуту мајицу победом на етапи 11, до Ла Розјена; након овога је победио и на Алп д’Иезу, на етапи 12, и тако повећао предност. На етапи 17, Фрум је изгубио скоро минут иза Томаса и Димулена, пао је на треће место у генералном пласману, а након тога дефинитивно је било јасно да је Томас лидер тима; Фрум је изјавио да ће у наставку трке помоћи Томасу да сачува жуту мајицу. Томас је мајицу сачувао до краја и освојио трку, поставши тако први Велшанин и трећи Британац који је освојио Тур, с обзиром на то да бициклисти из Велса наступају под британском лиценцом; такође, Томас је први британски победник Тур де Франса који је рођен у Британији, с обзиром на то да је Бредли Вигинс рођен у Белгији а Крис Фрум у Кенији.

## Класификације
Најстарије и главно такмичење на Тур де Франсу је генерални пласман, за које се додјељује жута мајица. Побједник генералног пласмана је уједно и побједник трке. Поред генералног пласмана, ту су још три класификације за које се додјељују мајице: класификација по поенима, брдска и класификација за најбољег младог возача, која се рачуна исто као и генерални пласман; лидер класификације је возач до 25 година који је најбоље пласиран у генералном пласману. Лидери сваке класификације носе различите мајице, док возачи који су лидери у више класификација носе мајицу најпрестижније класификације у којој су лидери.
Осим главних класификација, на трци се налазе и друге класификације и награде, као што су награда за најагресивнијег возача и тимска класификација, као и сувенири Жак Годе и Анри Дегранж, за прве возаче преко одређених успона, у част бивших директора трке. Током историје, на Туру су биле и класификација комбинације и спринт класификација, које су укинуте. Такође, постоји и незванична класификација за последњепласираног возача на трци — Лантерн руж.

### Генерални пласман
Најстарија и најбитнија класификација на Тур де Франсу је генерални пласман. Свака етапа је одређена временом; вријеме возача се додаје на вријеме од претходних етапа и возач с најмањим укупним временом које му је било потребно да заврши етапе је лидер трке и носи жуту мајицу, која му се додјељује на подијуму након сваке етапе. Ако је исти возач лидер у још некој класификацији, опет носи жуту мајицу јер је генерални пласман најважнији на трци. Лидер може да се промијени након сваке етапе.
Између 1905. и 1912. године, као одговор на варање возача на Туру 1904, генерални пласман је одређиван по поенима које су возачи добијали на основу позиција на крају сваке етапе; возач с најмањим збиром поена је био побједник.
Лидеру првог Тур де Франса додјељиван је жути повез за руку. Жута боја је изабрана због боја часописа Лото, који су организовали трку. Жута мајица је уведена 1919. и од тада је симбол Тура. Први возач који је обукао жуту мајицу је Ежен Кристоф. Сваки тим на Тур доноси неколико жутих мајица, у случају да неки од њихових возача буду лидери трке у неком тренутку. Возачи дају свој максимум да би сачували жуту мајицу што је дуже могуће, да би остварили публицитет за тим и тимске спонзоре. Еди Меркс је носио жуту мајицу на укупно 96 етапа, што је највише у историји Тура. Четворица возача су трку освојили пет пута: Жак Анкетил, Еди Меркс, Бернар Ино и Мигел Индураин, док је Крис Фрум освојио четири пута.
Ленс Армстронг је у периоду од 1999. до 2005 освојио трку седам пута заредом, али су му побједе одузете због допинга и нису додијељене никоме, због сумње да је више возача било допинговано. Армстронг је носио жуту мајицу на укупно 83 етапе, али су му резултати поништени.

### Брдска класификација
Брдска класификација је друга најстарија класификација на Тур де Франсу, уведена је 1933. и први побједник је Висенте Труеба. Награда за класификацију је први пут додијељена 1934. Током етапа на којима се возе успони, поени се додјељују првим возачима који прође преко брдског циља (који је обиљежен), а бодови се додјељују највише десеторици возача, у зависности од категорије успона. Успони су категоризовани у зависности од процента нагиба, дужине успона и надморске висине. Што је успон тежи, то носи више поена. Брдска класификација је наставак такмичења најбољи брдаш, за које није постојала званична награда нити обиљежје.
За брдску класификацију се није додјељивала мајица до 1975. када су организатори одлучили да лидера награђују са посебном бијелом мајицом, са црвеним тачкама. Мајицу носи возач који на старту сваке етапе има највише поена скупљених на брдским циљевима. Ако је возач лидер у двије или више класификација, брдску мајицу носи возач који је на другом или трећем мјесту у класификацији. На крају Тура, возач са највише поена осваја класификацију. Поједини возачи долазе на Тур са циљем да освоје брдску класификацију, док други који скупе поене у почетним етапама, у току трке могу да промијене свој фокус и усмјере га на освајање брдске класификације (ако су дошли са циљем да освоје трку, а изгубили су доста времена).
Тур има пет категорија успона, од најлакше четврте категорије, до најтеже екстра категорије. Рекордер је Ришар Виренк, који је брдску класификацију освојио седам пута, док су је Федерико Бамонтес и Лусин ван Импе освојили по шест пута.
Опис поена је приказан испод:
| Тип | Тип               | 1  | 2  | 3  | 4  | 5  | 6  | 7 | 8 | 9 | 10 |
| --- | ----------------- | -- | -- | -- | -- | -- | -- | - | - | - | -- |
|     | Екстра категорија | 25 | 20 | 16 | 14 | 12 | 10 | 8 | 6 | 4 | 2  |
|     | 1 категорија      | 10 | 8  | 6  | 4  | 2  | 1  |   |   |   |    |
|     | 2 категорија      | 5  | 3  | 2  | 1  |    |    |   |   |   |    |
|     | 3 категорија      | 2  | 1  |    |    |    |    |   |   |   |    |
|     | 4 категорија      | 1  |    |    |    |    |    |   |   |   |    |

- Поени су се раније дуплирали за брдске циљеве на крају етапе, који су минимум друге категорије, али су дупли поени укинути пред почетак трке 2022.[114]

### Класификација по поенима
Класификација по поенима је трећа најстарија класификација на Тур де Франсу, уведена је 1953. и први побједник је Фриц Шер. Класификација је уведена на Туру за прославу 50 годишњице и представља такмичење за спринтере. Поени се додјељују за првих 15 возача на крају сваке етапе и на пролазним циљевима, којих има на свакој етапи, гдје се додјељује мањи број поена, за такође 15 возача. За класификацију по поенима додјељује се зелена мајица и носи је возач који етапу стартује са највише поена.
Првих година, возачи су добијали казнене поене због тога што етапу нису завршили на високој позицији, тако да је возач са најмање поена био лидер. Године 1959. систем је промијењен и возачи су добијали поене за завршетак етапе на високој позицији (прво мјесто је доносило највише поена), па је возач са највише поена био лидер класификације. Број поена који се добија, зависи од типа етапе, равне етапе доносе највише поена, док хронометри и тешке брдске етапе доносе најмање поена. Систем је направљен да фаворизује спринтере, док други возачи могу бити конкурентни ако имају довољан број високих позиција на брдским етапама.
Побједник класификације је возач који има највише поена на крају Тура. У случају да двојица или више возача имају исти број поена, побједник се одлучује по броју етапних побједа, затим по броју освојених пролазних циљева и на крају, ако су у свему изједначени, побједник је возач са бољом позицијом у генералном пласману. Рекордер је Петер Саган са седам побједа, док је Ерик Цабел освојио класификацију шест пута. Марк Кевендиш је рекордер са најдужим раздобљем између двије побједе, освојио је класификацију 2011. и 2021.
Прве године, класификација по поенима је коришћена да би се спонзорисала компанија косилица за траву — ла Бел Жардинјер. Године 1968. мајица је промијењена у црвену, да би се удовољило спонзору. Зелена мајица је враћена већ на наредном Туру. Од 2015. зелену мајицу спонзорише чешки произвођач аутомобила Шкода.
Од 2015. систем класификације по поенима је следећи:
| Тип | Тип                       | 1  | 2  | 3  | 4  | 5  | 6  | 7  | 8  | 9 | 10 | 11 | 12 | 13 | 14 | 15 |
| --- | ------------------------- | -- | -- | -- | -- | -- | -- | -- | -- | - | -- | -- | -- | -- | -- | -- |
|     | равне етапе               | 50 | 30 | 20 | 18 | 16 | 14 | 12 | 10 | 8 | 7  | 6  | 5  | 4  | 3  | 2  |
|     | средње тешке брдске етапе | 30 | 25 | 22 | 19 | 17 | 15 | 13 | 11 | 9 | 7  | 6  | 5  | 4  | 3  | 2  |
|     | тешке брдске етапе        | 20 | 17 | 15 | 13 | 11 | 10 | 9  | 8  | 7 | 6  | 5  | 4  | 3  | 2  | 1  |
|     | хронометар                | 20 | 17 | 15 | 13 | 11 | 10 | 9  | 8  | 7 | 6  | 5  | 4  | 3  | 2  | 1  |
|     | пролазни циљеви           | 20 | 17 | 15 | 13 | 11 | 10 | 9  | 8  | 7 | 6  | 5  | 4  | 3  | 2  | 1  |

### Класификација за најбољег младог возача
Класификација за најбољег младог возача се одређује на исти начин као и генерални пласман. Времена возача се додају на крају сваке етапе и возач са најмањим укупним временом је лидер и носи бијелу мајицу, чији је спонзор од 2015. компанија оптике Крис, замијенивши Шкоду, која од 2015. године спонзорише зелену мајицу. Класификација за младе возаче је само за возаче до 25 година. Првобитно, класификација је била само за возаче који су били професионалци максимум три године, то правило се примјењивало до 1983. када је промијењено и у класификацији су учествовали само возачи који први пут возе Тур де Франс. Правила су последњи пут промијењена 1987. када је уведено правило да учествују сви возачи до 25 година. Ако је исти возач лидер и класификације за најбољег младог возача и још неке друге класификације, онда носи мајицу лидера друге класификације, јер генерални пласман, брдска и класификација по поенима имају већу важност.
Класификација је уведена на Тур 1975. и први побједник је Франческо Мозер, који је те године завршио Тур на седмом мјесту. Побједник класификације добија бијелу мајицу, али се она није додјељивала између 1989. и 2000. Шест возача је освојило Тур де Франс и класификацију за најбољег младог возача исте године: Лоран Фињон (1983), Јан Улрих (1997), Алберто Контадор (2007), Анди Шлек (2010), Еган Бернал (2019) и Тадеј Погачар двапут (2020. и 2021). Погачар је једини који је освојио Тур и класификацију за најбољег младог возача двапут, а поред тога оба пута је освојио и брдску класификацију, чиме је постао једини возач поред Едија Меркса који је освојио три класификације на једном издању трке.
Рекордер је Тадеј Погачар који је класификацију освојио четири пута и то заредом, док су је Јан Улрих и Анди Шлек освојили по три пута; Погачар је носио бијелу мајицу на укупно 75 етапа, од чега на 72 заредом, од етапе 13 на трци 2020. до краја трке 2023. по чему је рекордер.

### Мање класификације и награде
Награда за најагресивнијег возача додјељује се возачу који се највише труди у току етапе, обично је то возач који највише времена проведе у бијегу, покушавајући да остане до циља и освоји етапу. Најагресивнији возач носи црвени број (бијели број на црвеној позадини) на наредној етапи. Године 1908. представљена је слична награда — „награда за храброст“ (фр. Le Prix du Courage), за коју се давало 100 франка и сребрна, позлаћена медаља, а награда је ишла возачу који се истакао по енергији коју је користио. Модерно такмичење почело је 1958. Награда је додјељивана са прекидом до 1981. а од тада додјељује се сваке године. Први добитник је Ваут Вагманс, а рекордер је Еди Меркс, који је награду добио четири пута. Године 1971. Луис Окања је добио награду, иако није завршио трку; имао је осам минута предности испред Меркса, након чега је, због пада и исцрпљености, одвезен у болницу на етапи 14.
Тимска класификација се рачуна тако што се узима вријеме тројице најбоље пласираних возача из сваког тима, на крају сваке етапе. Такмичење нема своју мајицу, али од 2006. водећи тим носи жуте бројеве. До 1990. возачи водећег тима су носили жуте капе, а ид 2012. возачи водећег тима носе жуте кациге уз жуте бројеве. Током периода када су на Туру учествовали национални тимови, Француска и Белгија су освојиле класификацију по десет пута. Од 1973. до 1988. постојала је и тимска класификација базирана на поенима, чланови водећег тима су носили зелене капе.

### Укинуте класификације
Од 1971. до 1989. на Туру је била и спринт класификација, за коју се од 1984. додјељивала црвена мајица. Спринт класификација је било такмичење пролазних циљева, а како су се пролазни циљеви бодовали и у класификацији по поенима, спринт класификација је укинута 1989.
Од 1968. до 1989. постојала је класификација комбинације, која је била заснована на поенима. Сабирао се учинак возача у генералном пласману, брдској и класификацији по поенима. Првобитно се лидеру класификације додјељивала бијела мајица, а затим је промијењена у шарену. Класификација је укинута 1989. Рекордер је Еди Меркс, који је освојио пет пута.

### Лантерн руж
Лантерн руж (фр. lanterne rouge) или црвени фењер је назив за последњег возача у генералном пласману и у прошлости је, понекад, „фењераш” носио мало црвено свијетло испод сједишта. У периоду од 1939. до 1948. (Тур се није возио од 1940. до 1946) сваког дана је са трке искључиван последњи возач, да би охрабрили возаче да се боре више.
Белгијанац Вим Вансевенант, завршио је на последњем мјесту три пута, по чему је рекордер.

### Награде
Новчане награде су се увијек додјељивале. Од 20.000 старих франака прве године, награда је расла током година, а у периоду од 1976. до 1987. прва награда је био стан, од спонзора. Године 1988. награда је била ауто, студио-стан и новац. Награда само у новцу је враћена 1990.
Награде и бонуси додјељују се за пласман на свакој етапи и на крају Тура. Побједник Тура 2009. — Алберто Контадор, зарадио је 450.000 евра, док су побједници сваке појединачне етапе зарадили по 8.000 евра. Побједници брдске и класификације по поенима добили су по 25.000 евра, најбољи млади возач и најагресивнији возач по 20.000 евра, док је најбољи тим добио награду од 50.000 евра.
Укупан наградни фонд на Тур де Франсу 2017. износио је 2.287,650 евра (2.045,130 долара). Побједник Тура 2017 — Крис Фрум, зарадио је 500.000, другопласирани Ригоберто Уран 200.000, док је трећепласирани Ромен Барде зарадио 100.000 евра. Награде су додијељене возачима до 160. позиције у генералном пласману, док су возачи од позиција 20 до 160 примили по 1.000 евра. Побједници брдске и класификације по поенима зарадили су по 25.000, док су побједник класификације за најбољег младог возача и најагресивнији возач зарадили по 20.000 евра. Награде су додијељене и возачима који су носили мајице у току етапа, 500 евра за жуту мајицу (лидер трке), по 300 за тачкасту (лидер брдске класификације), зелену (лидер класификације по поенима) и бијелу (лидер у класификацији младих возача). Најагресивнији возач на свакој појединачној етапи награђен је са по 2.000 евра (осим на хронометрима и на последњој етапи). Побједа на свакој појединачној етапи доносила је 11.000, друго мјесто 5.500, а треће мјесто 2.800 евра, док су возачи до позиције 20 добијали по 300 евра. Први возач преко успона Кол де Галибије добио је 5.000 евра, као награду „Сувенир Анри Дегранж”. Од тимова, највише је зарадио тим Скај, који је за побједу у тимској класификацији зарадио 50.000 евра, док је захваљујући побједи Фрума на трци и добрим пласманима на етапама зарадио укупно 716.590 евра. Други на листи тимова је Кенондејл са 243.250, захваљујући другом мјесту Урана и етапној побједи. Најмање је зарадио тим Кофидис — 19.230 евра.
Сувенир Анри Дегранж, у част оснивачу Тура, додјељује се првом возачу који пређе преко успона кол де Галибије, кад се тај успон вози или првом возачу преко највећег успона на Туру те године. Слична награда додјељује се и у част Жака Годеа, Дегранжовог насљедника — сувенир Жак Годе, за првог возача преко успона кол де Турмале, изузев 2002, када је награда додијељена првом возачу преко успона Кол де Обиск. Од 2003. побједник сувенира добија 5.000 евра. Награда је почела да се додјељује 2001, након што је Жак Годе умро у децембру 2000. Тибо Пино је 2019. постао први возач који је награду освојио двије године заредом.
Укупан наградни фонд на Тур де Франсу 2022. износио је 2,3 милиона евра, од чега је побједник добио 500.000 евра.

## Етапе
Модерни Тур има 21 етапу, по једну дневно, уз углавном два дана одмора, обично понедељком. Етапе су углавном групне, уз индивидуални или екипни хронометар.

### Старт етапа
У већини етапа сви возачи стартују заједно, прво се вози неколико километара у неутралној зони до званичног старта, који  означава директор Тура машући бијелом заставом. Возачима је дозвољено да додирују један другога, али не да се гурају или гуркају. Први који пређе линију циља је побједник, а возачи добијају вријеме групе у којој заврше. Сви возачи који заврше у групи побједника добијају исто вријеме као и побједник, да би се избјегли опасни групни спринтеви. Није необичан случај да сви возачи заврше заједно у групи, са размаком од више минута између првог и последњег возача у групи, али сви добијају исто вријеме јер на етапама које су проглашене за спринтерске од стране организатора сваки возач добија исто вријеме као и претходни уколико није прошло више од три секунде откако су прошли циљ. Од 2005. године уведено је правило „3 километра“ на равним етапама, према којем возач који падне у последња три километра добија исто вријеме као и група у којој је био, без обзира колико времена дође након групе. На Туру 2021. правило је повећано на 4,5 km.
Директори Тура категоризују етапе на „равна”, „брдовита” и „планинска”. То утиче на поене који се додељују у класификацији по поенима. Временске бонификације су се додјељивале од почетних година трке; на Туру 1932. побједник етапе добијао је четири минута, другопласирани два и трећепласирани минут. Бонификација је временом смањена па су 1964. побједници етапа добијали минут бонификације. Бонификација се није додељивала од 2008. до 2014. године, а поново је уведена 2015. и тројица првопласираних на крају сваке етапе добијају 10, 6 и 4 секунде бонификације. Бонификације су се раније додејљивала и првој тројици на пролазним циљевима, па су укинуте, а од 2023. бонификације од 8, 5 и 2 секунде додјељују се тројици првопласираних преко одређених брдских циљева. Било је планирано да се секунде бонификације додјељују преко брдског циља на првој етапи, али су организатори то отказали како би осигурали да ће побједник етапе обући житу мајицу.
На равним етапама, већина возача вози у групи до краја и чека спринт завршницу. Бочни вјетар, секције са калдрмом и падови су највећи изазови током таквих етапа. На брдским и тешким планинским етапама долази до великих промјена у генералном пласману, посебно на етапама где је циљ на врху успона. Није необично да возачи изгубе и 30 минута или да остану ван временског лимита и буду дисквалификовани.

### Хронометри
Индивидуални хронометар је етапа на којој се возачи такмиче индивидуално, против сата, стартују један по један са размаком од минут или више. Први хронометар вожен је 1934. дугачак 80 километара, од ла Рош сир Јона до Нанта. Прва етапа у модерном Туру је обично кратки хронометар, који се зове пролог, да би се одлучило ко носи жуту мајицу првог дана. Први пролог био је на Туру 1967. Пролог на Туру 1988, у Ла Бол Екублаку назван је Ла префас (фр. la préface; досл. предговор). Обично на трци има два или три хронометра. Завршни хронометар је некада био последња етапа, а у последње време је често одлучујућа етапа. Стартна рампа, нагнути старт за возаче, први пут је кориштена 1965. у Келну.

### Тимски хронометар
Тимски хронометар је етапа у којој сваки тим вози посебно против сата. За време се узима време петог возача у тиму који пређе циљ. Возачи са више од једног бицикла дужине иза петог возача, добијају своје време. Тимски хронометри су критиковани за фаворизовање јаких тимова и хендикепиране јаких возача који возе у слабим тимовима. Пролог на Туру 1971 је био екипни хронометар.

### Временски лимит
Возачи могу бити дисквалификовани иако заврше етапу, ако њихово време прелази временски лимит за ту етапу. Лимит се дефинише на основу времена победника плус проценат, који зависи од типа етапе и просечне брзине победника. Временски лимит може бити продужен или дисквалификација може бити избегнута ако је више од 20% возача остало ван лимита или због падова и лошег времена. На пример, за етапу које има коефицијент 1 (етапе које нису много тешке), временски лимит је време победника + 3% за просечну брзину до 36 km/h, а расте до 11% за просечну брзину од 50 km/h. За етапе које су класификоване коефицијентом 5 (најтеже етапе), варира од 11% (за брзину од 30 km/h) до 22% (преко 40 km/h).

### Значајне етапе
Трка се завршавала на Јелисејским пољима без прекида од 1975. године. Године 2024. последња етапа је помјерена у Ницу због Летњих олимпијских игара које се у исто вријеме одржавају у Паризу. Традиционално на етапи на Јелисејским пољима возачи возе опуштено од почетка етапе до доласка у Париз, гдје почиње трка. Возачи нападају са циљем да остваре соло побједу, али једина двојица која су то успјела су Француз Еди Сење (1995) и Казахстанац Александар Винокуров (2005).
Године 1989. последња етапа био је хронометар дуг 25 km. Лоран Фињон је имао 50 секунди предности испред Грега Лемонда, који је успео да надокнади заостатак и тријумфује са осам секунди испред Фињона. Године 2020, последња такмичарска, етапа 20, био је брдски хронометар дуг 36.2 km; Примож Роглич је имао 57 секунди испред Тадеја Погачара, који је побиједио на хронометру са скоро два минута испред Роглича и освојио Тур. Године 2024. последња етапа је брдски хронометар дуг 35 km, што је први пут од 1989. да се на последњој етапи вози хронометар.
Успон Алп д’Уез је један од највећих и најзначајнијих успона, који обезбеђује велику борбу било да је групна етапа или хронометар. Током Тур де Франса 2004. на Алп д’Уезу је вожен 15 km дуг брдски хронометар на етапи 16. Док је за ТВ гледаоце етапа била занимљива, возачи су се жалили на гледаоце поред пута који су угрожавали њихов напредак на успону и хронометар на том успону од тада није поновљен. Успон на Мон Вантуу је обично најтежи на Туру због тешких услова, великих врућина, недостатка вегетације и јаког вјетра. На Вантуу је 1967. умро Том Симпсон, коме је постављен споменик при врху успона. Године 1970. Еди Меркс је приликом освајања етапе на Вантуу довео себе до граница издржљивости; на крају етапе дат му је кисеоник након чега се опоравио и освојио Тур. Други значајни брдски успони су Кол ди Турмале, који је најпосећенији успон у историји Тура, док је Кол ди Галибије најпосјећенији успон у Алпима. Етапа до Галибијеа на Тур де Франсу 2011. је одржана на стоту годишњицу планина на Туру, док је то такође био циљ са највећом надморском висином икад: 2.645 m.
У годинама послије Другог свјетског рата био је популаран успон Пиј де Дом, на којем су 1964. Жак Анкетил и Ремон Пулидор возили један поред другога, трудећи се да не обраћају пажњу на овога другога; њихов дуел на тој етапи је касније проглашен за најбољи икада. Успон је вожен до 1988. када је избачен и више није коришћен до 2023.

## Старт ван Француске
Списак градова у којима је Тур стартовао ван Француске:
- 1954: Амстердам, Холандија
- 1958: Брисел, Белгија
- 1965: Келн, Западна Немачка
- 1973: Схевенинген, Холандија
- 1975: Шарлроа, Белгија
- 1978: Лајден, Холандија
- 1980: Франкфурт, Западна Немачка
- 1982: Базел, Швајцарска
- 1987: Западни Берлин, Западна Немачка
- 1989: Луксембург, Луксембург
- 1992: Сан Себастијан, Шпанија
- 1996: Ден Бос, Холандија
- 1998: Даблин, Ирска
- 2002: Луксембург, Луксембург
- 2004: Лијеж, Белгија
- 2007: Лондон, Уједињено Краљевство
- 2009: Монте Карло, Монако
- 2010: Ротердам, Холандија
- 2012: Лијеж, Белгија
- 2014: Лидс, Уједињено Краљевство
- 2015: Утрехт, Холандија
- 2017: Диселдорф, Немачка
- 2019: Брисел, Белгија
- 2022: Копенхаген, Данска
- 2023: Билбао, Шпанија
- 2024: Фиренца, Италија

## Ривалства

### Жак Анкетил — Ремон Пулидор
Прво велико ривалство на Туру било је између Жака Анкетила и Ремона Пулидора. Док је Анкетил петоструки освајач Тура, Пулидор је само једном освојио Вуелту и добио је надимак „вјечити други“ јер је Тур завршио осам пута на подијуму и никада није носио жуту мајицу. Пулидор је био брдаш, а Анкетил хронометраш, тако да је велику предност стицао на хронометрима. Анкетил је волио да контролише трку, није био агресиван у брдима и чекао је хронометар или хронометре како би ријешио трку, док је Пулидор возио нападачки и агресивно, а због стила вожње постао је љубимац публике. Године 1962. завршио је иза Анкетила, а највећу шансу да га побиједи имао је 1964. године. Новинари су извјештавали да је Француска тада била подијељена на два дијела, на Анкетилисте и Пулидористе. Иако су обојица били пољопривредници, истицане су разлике између њих; Анкетил је био мршав, плав и суздржан, док је Пулидор био робустан, тамнокос и љубазан. Анкетил је возио за тим Рафаела Жеминијанија који је био иноватор тог доба, док је Пулидор возио за тим Антонена Мања који је користио традиционалне методе. Жак Годе је у својој књизи Анкетил—Пулидор, француски развод написао да су њих двојица били симболи тог времена, да је Анкетил био инкарнација реалистичке и тријумфалне деснице, док је Пулидор подигао популарност љевице. На деветој етапи на Туру 1964. Пулидор је спринтао за побједу круг раније, мислећи да је то циљ, након чега је Анкетил остварио побједу и узео минут бонификације. Анкетил је затим побиједио на хронометру, а на дан одмора Анкетил није тренирао већ је присуствовао прослави радија Андора, гдје је позирао са јагњећим бутом и чашом вина. На етапи након дана одмора, Анкетил је отпао на првом успону, а према легенди, ишао је лагано на спусту због предвиђања видовњака да ће пасти и умријети; након што је Жеминијани причао са њим, почео је да вози нормално и вратио се у групу, завршивши на крају етапу два и по минута испред Пулидора, који је морао да мијења точак а одмах након промјене је пао. На хронометру на етапи 17 Пулидору се пробушила гума, а механичари су направили неколико грешака док су је замијенили, али је изгубио само 37 секунди и након што је надокнадио вријеме на наредним етапама, заостајао је 56 секунди иза Анкетила пред почетак етапе 20, чији је циљ био на успону Пиј де Дом. Етапа је била дуга 237 km, док је успон био дуг 6 km, о чему је Годе касније написао „дјеловало је да последњи километри трају колико и цијела етапа.“ На 3.5 km до циља, Хулио Хименез и Федерико Бамонтес су напали са циљем да дођу до етапне побједе, а Анкетил и Пулидор су остали сами, иза њих. Анкетил није хтио да се вози иза Пулидора, већ је дошао поред њега и возили су један поред другога два километра, а у једном тренутку су се додирнули лактовима и наставили су да возе не обраћајући пажњу један на другога. На 900 метара до циља Пулидор је напао, Анкетил је пратио 50 метара након чега је отпао; Пулидор је завршио етапу на трећем мјесту, 42 секунде испред Анкетила, који није знао вријеме када је прошао кроз циљ, а након што му је Жеминијани рекао да му је остало 14 секунди испред Пулидора у генералном пласману, изјавио је: „то је 13 секунди више него што ми је потребно.“ Иако је била мала разлика и биле су остале још двије етапе, од којих хронометар на последњој, Пулидор је након етапе изјавио: „Тур је завршен.“ На хронометру је побиједио Анкетил и освојио је свој пети Тур, 55 секунди испред Пулидора.
На љето 2001. године у парку Луксембург у Паризу представљена је изложба од стотину спортских слика, на којима су били и Алан Прост и Зинедин Зидан, али је највише пажње привукла фотографија Анкетила и Пулидора како возе један поред другог, лакат уз лакат на успону Пиј де Дом. На фотографији стоји цитат Жака Годеа, који их је пратио: „њихов дах, њихов зној и вуна њихових дресова су се помијешали.“ Тур 1964. је касније проглашен за најбољи у историји, а њихов дуел за најбољи икада. То је била последња Анкетилова побједа на Туру, док је Пулидор завршио на подијуму 12 година након тога, у ери Едија Меркса, а након и што је Меркс завршио каријеру, завршио је на трећем мјесту 1976. са 40 година.

### Еди Меркс — Луис Окања
Луис Окања и Еди Меркс су водили борбе на Туру током седамдесетих. На Туру 1971. Окања је имао осам минута предности испред Меркса, али је Меркс надокнадио седам минута у Пиринејима, на Кол де Ментеу. Меркс је био супериоран и на наредној етапи, Окања се трудио да одржи контакт са њим, мучио се док није пао на земљу и хеликоптером је превезен у болницу. Меркс је одбио да обуче жуту мајицу наредног дана. Окања је освојио Тур 1973. када Меркс није учествовао јер се одлучио да вози Ђиро и Вуелту. Медији су одмах навели да је једини разлог што је Окања освојио, тај што Меркс није учествовао. Њихово ривалство у наредним годинама није имало толике размјере, јер Окања није успио да заврши ниједан Тур.

### Бернар Ино — Грег Лемонд
Бернар Ино и Грег Лемонд су били сувозачи, али и ривали. Године 1985. Ино је био три и по минута испред Лемонда, али је на етапи 14, заједно са Филом Андерсоном и још четворицом возача, пао након што су се дотакли точковима у спринту. Ино је лежао неколико минута, након чега га је прегледао доктор. Нос му је био поломљен и било му је тешко да дише, али је одлучио да заврши етапу; сишао је са бицикла и пјешице је дошао до циља, који је прешао док му је крв капала са лица. На етапи 17, Педро Делгадо је напао, Ино није могао да прати групу, али Лемонду нису дозволили да ради са Стивеном Роучем како би се борио за етапну побједу. Из тима су му говорили да је Ино 40 секунди иза, док су навијачи поред пута говорили да имају неколико минута предности. Роуч и Лемонд су завршили етапу скоро три минута иза Делгада, након чега су на циљ стизали возачи у групама, међу којима није био Ино. Када је стигла група од 16 возача, у којој су били и спринтери, Лемонд је почео да плаче, истичући да је само хтио етапну побједу, прву у каријери. Касније је изјавио да му је Кехли рекао „како се усуђујеш да нападнеш Иноа док је у проблемима“, као и да су га заваравали око предности коју је имао, говорећи му стално да је Ино близу, у групи иза, али да вјерује да је сигурно имао три—четири минута предности. Изјавио је да уопште није био љут на Иноа, јер он није доносио одлуке, већ Тапије и Кехли. Исте вечери, у хотелу, договорио се са Иноом да у наставку Тура ради за њега, а Ино ће њему помоћи да освоји Тур наредне године.
 На хронометру на последњој етапи, побиједио је пет секунди испред Иноа, остваривши прву етапну побједу на Туру икада; Ино је освојио Тур, а Лемонд је завршио на другом мјесту, минут и 42 секунде иза, жртвујући своју шансу за побједу.
Ино му је обећао да ће радити за њега на Туру 1986, рекавши: „'86 ће Тур бити за тебе. Ја ћу ти помоћи“, док је прије почетка трке 1986, рекао да неће одлучити он, већ трка, изјавивши: „јачи возач ће побиједити.“ Лемонд је изјавио да му је Ино рекао да ће хронометар на деветој етапи одлучити ко ће добити пуну подршку тима, изјавивши: „изгледало је да је његов став видјећемо послије првог хронометра. Пустићемо да то одлучи ко ће бити лидер тима… што није договор који смо склопили.“ Ино је побиједио на хронометру, док је Лемонд завршио 44 секунде иза, након чега је подршка од стране Иноа и тима била мања, а Ино је затим возио агресивно, што је изазвало подјелу унутар тима. Након етапе 12, на којој је Ино напао са Делгадом, а Лемонд није хтио да ради на достизању, заостајао је пет минута иза Иноа. Након етапе, Ино је изјавио да је покушавао да помогне Лемонду тако што је нападом покушао да извуче његове противнике да раде на чело групе, али ниједан напад није планирао са Лемондом. На етапи 13, Ино је поново напао, стекао је три минута предности, али је остао без снаге и достигли су га. У финишу је Лемонд напао и остварио соло побједу, док је Ино завршио четири и по минута иза. На етапи 17, Лемонд је преузео жуту мајицу, а Ино је наставио да напада на наредним етапама. Лемонд је на крају освојио Тур по први пут, а Ино је завршио на другом мјесту. Лемонд је изјаво да му је Тур 1986. био најтежа и најстреснија трка у каријери, а о њему је снимљен и филм.

### Ленс Армстронг — Јан Улрих
Ленс Армстронг и Јан Улрих водили су велику борбу почетком 21 века. Армстронг је био комплетан возач, хронометраш, брдаш и спринтер, Улрих је возио агресивно, покушавао у брдским етапама, али је једино успио да освоји три пута друго место и три пута класификацију за најбољег младог возача. Између њих је владао и фер плеј. Када је Улрих пао 2001. Армстронг га је чекао, а Улрих му се потом реванширао 2003. када је Армстронг имао инцидент са навијачима. Сенка на њихово ривалство бачена је када се доказало да су обојица користили допинг.

### Алберто Контадор — Анди Шлек
Алберто Контадор и Анди Шлек водили су борбу на Туру само три године, али је њихово ривалство остало упамћено. Енди је три пута завршавао на другом месту, од тога двапут иза Контадора. 2010. у тренутку када је Анди Шлек био лидер Тура, спао му је ланац, а Контадор је одлучио да га нападне и узео му је жуту мајицу, што је била једна од најконтроверзнијих победа на Туру. Накнадно је победа одузета Контадору због допинга и приписана је Шлеку.
Упоредо са ривалством са Ендијем, Контадор је имао велико ривалство са сувозачем те године, Ленсом Армстронгом, кога је Астана подржавала у намери да освоји Тур, али је завршио трећи, иза Контадора и Шлека.

### Крис Фрум — Наиро Кинтана
И Крис Фрум и Наиро Кинтана су добри брдаши и доста агресивни. Њихово ривалство је почело 2013. Кинтана је био једини који је могао да прати Фрума, али не до краја. Фрум је добар хронометраш, што му даје додатну предност. Кинтана је трипут завршио иза Фрума на Туру: 2013, 2015. и 2016. Али је успио да га победи на другом гранд туру, на Вуелта а Еспањи 2016. за минут и 20 секунди.

## Несреће
- 1995: Италијан Фабио Казартели је пао на спусту са Кол де Портета на етапи 15, при брзини од 88 km/h. Пошто није носио кацигу задобио је тешке повреде главе и преминуо је.[203]
- 1967: Енглез Том Симпсон умро је приликом тешког успона на Мон Вантуу током етапе 13, када је доживио срчани удар, због амфетамина и алкохола.[204]
- 1935: Шпанац Франсиско Кепеда умро је приликом пада на спусту са Кол де Галибијеа. Кепеда је преживео пад, али је умро приликом транспорта у болницу.[205]
- 1910: Француз Адолф Елијер се удавио приликом одмора на Азурној обали.[29]

## Рекорди и занимљивости

### Рекорди
- Један возач је успио да исте године освоји Тур де Франс, брдску, класификацију по поенима и класификацију комбинације, Еди Меркс 1969. на свом првом учешћу на Туру;[206]
- Један возач је успио да двије године заредом освоји Тур де Франс, брдску и класификацију за најбољег младог возача, Тадеј Погачар 2020, на свом првом учешћу на Туру,[207] а затим и 2021.[208]
- Роже Валковјак је једини побједник Тура који никада није освојио ниједну етапу;[209]
- највише километара колико је један возач провео у бијегу, остварио је Алберт Бурлон 1947. — 253 километара;[210]
- најбржи Тур у историји био је 2022. када је Јонас Вингегор одвезао 3.349,8 km за 79 сати, 30 минута и 20 секунди, чиме је остварио просјечну брзину трке од 42,031 km/h,[211][212] срушивши тако резултат Ленса Армстронга из 2005. који је 3.592.5 km одвезао за 86 сати, 15 минута и 2 секунде, чиме је остварио просјечну брзину трке од 41.654 km/h;[211]
- најспорији Тур био је 1919. када је Фирмен Ламбо одвезао 5.560 km за 231 сат, 7 минута и 15 секунди, чиме је остварио просјечну брзину трке од 24,056 km/h;[213]
- најбржа етапа била је 1999. када је Марио Чиполини победио са просечном брзином од 50,4 km/h;[214]
- најбоље време на успону Алп ду Ез остварио је Марко Пантани 1997. најпознатији успон на Туру одвезао је са просечном брзином од 23,1 km/h,[215] а најбоље време остварио је 1995. када је успон одвезао за 36 минута и 50 секунди;[216]
- најмлађи етапни победник је Фабио Батезини, који је освојио етапу на Туру 1931. када је имао 19 година;[217]

Највише етапних појбеда на једном туру је 8, што су постигла тројица возача:
- Шарл Пелисје (ФРА) 1930.[218]
- Еди Меркс (БЕЛ) 1970. и 1974.[219]
- Фреди Мартенс (БЕЛ) 1976.[220]
- највећа временска разлика између побједника и другопласираног остварена је на првом Туру, 1903. 2 сата, 49 минута и 45 секунди, између Мориса Гарена и Лисјена Потјеа;[221]
- најмања временска разлика између побједника Тура и другопласираног је 8 секунди. Грег Лемонд је 1989. побиједио Лорана Фињона за 8 секунди;[222][223]

| Временска разлика | Година | Ривали                           |
| ----------------- | ------ | -------------------------------- |
| 8"                | 1989.  | Грег Лемонд – Лоран Фињон        |
| 23"               | 2007.  | Алберто Контадор – Кадел Еванс   |
| 32"               | 2006.  | Оскар Переиро – Андреас Кледен   |
| 38"               | 1968.  | Јан Јансен – Херман ван Спрингел |
| 40"               | 1987.  | Стивен Роуч – Педро Делгадо      |
| 48"               | 1977.  | Бернар Тевене – Хени Којпер      |
| 54"               | 2017.  | Крис Фрум – Ригоберто Уран       |
| 55"               | 1964.  | Жак Анкетил – Ремон Пулидор      |
| 58"               | 2008.  | Карлос Састре – Кадел Еванс      |
| 59"               | 2020.  | Тадеј Погачар – Примож Роглич    |

- жуту мајицу је највише пута носио Еди Меркс — 96 пута.[224]

| Позиција | Име            | Држава               | Број дана у жутој мајици | Укупан број победа на Туру | Године                                         |
| -------- | -------------- | -------------------- | ------------------------ | -------------------------- | ---------------------------------------------- |
| 1.       | Еди Меркс      | Белгија              | 96                       | 5                          | 1969, 1970, 1971, 1972, 1974, 1975             |
| 2.       | Бернар Ино     | Француска            | 75                       | 5                          | 1978, 1979, 1980, 1981, 1982, 1984, 1985, 1986 |
| 3.       | Мигел Индураин | Шпанија              | 60                       | 5                          | 1991, 1992, 1993, 1994, 1995                   |
| 4.       | Крис Фрум      | Уједињено Краљевство | 59                       | 4                          | 2013, 2015, 2016, 2017                         |
| 5.       | Тадеј Погачар  | Словенија            | 54                       | 3                          | 2020, 2021, 2022, 2024, 2025                   |
| 6.       | Жак Анкетил    | Француска            | 50                       | 5                          | 1957, 1961, 1962, 1963, 1964                   |
| 7.       | Антонен Мањ    | Француска            | 38                       | 2                          | 1931, 1934                                     |
| 8.       | Николас Франц  | Луксембург           | 37                       | 2                          | 1927, 1928, 1929                               |
| 8.       | Филип Тис      | Белгија              | 37                       | 3                          | 1913, 1914, 1920                               |
| 10.      | Андре Ледик    | Француска            | 35                       | 2                          | 1929, 1930, 1932, 1938                         |
| 11.      | Луизон Бобе    | Француска            | 34                       | 3                          | 1948, 1953, 1954, 1955                         |
| 11.      | Отавио Ботекја | Италија              | 34                       | 2                          | 1923, 1924, 1925                               |

### Занимљивости
- први пут када је возач проглашен побједником, а касније му побједа одузета, било је 1904. када је Морис Гарен ишао возом током Тура;[20]
- први пут је Тур ишао ван граница Француске 1906. када је трка ишла у Њемачку област Алкас-Лорен;[226]
- први бициклиста који је умро током Тур де Франса је Адолф Елијер, који се удавио током дана одмора на Туру 1910;[29]
- жута мајица је први пут додијељена 1919. Први бициклиста који је обукао је Ежен Кристоф;[226]
- први радио пренос уживо био је 1929.[226]
- први хронометар одржан је 1934. између ла Рош су Јона и Нанта, дужине од 80 километара;[226]
- први телевизијски пренос уживо био је финиш етапе на Парку принчева, 25. јула 1948;[226]
- први пут је Тур де Франс стартовао ван Француске 1954. када је прва етапа вожена у Амстердаму;[226]
- први пролог је вожен 1967;[226]
- први пут је крај трке био на Јелисејским пољима у Паризу 1975;[226]
- први побједници неке класификације на Туру, који су били ван Континенталне Европе, били су Шон Кели (освојио класификацију по поенима) и Фил Андерсон (освојио класификацију за најбољег младог возача);[226]
- први Тур де Франс за жене одржан је 1984. (трајао је до 2009, а поново покренут 2022);[227]
- први неевропски побједник био је Грег Лемонд, из САД;[226]
- први возач који је освојио Тур пет пута заредом је Шпанац Мигел Индураин;[228]
- први афрички комерцијални тим који је учествовао на Тур де Франсу је МТН-Кубека 2015. (иако је алжирско-мароканска екипа учествовала 1950. када су на Туру били национални тимови).[226]
- најстарији учесник на Туру био је Анри Паре, који је имао 50 година кад је возио Тур 1904.[229]
- најстарији побједник је Фирмен Ламбо, који је освојио Тур 1922. са 36 година;[229]
- најмлађи побједник је Анри Корне, који је освојио Тур 1904. са 20 година.[229] Првобитно је завршио на петом мјесту, али су прва четворица дисквалификована због варања.[230] Тадеј Погачар је освојио Тур 2020. са 21 годином;[230]
- најдужи Тур био је 1926. када је вожено 5.745 километара;[229]
- просјечна енергија потрошена за једну етапу је између 4.000 и 5.000  (килокалорија), односно 123.900 kcal на цијелој трци, а еквивалент томе су 252 Мекдоналдсова дупла чизбургера[38] или 234 Милка чоколаде од 100 g;[231]
- Тур де Франс 1919. завршило је само 10 бициклиста;[38]
- до 1960. било је уобичајено да учесници конзумирају алкохол током трке да смање бол, али алкохол је убрзо забрањен јер је почео да се сматра стимулансом;[38]
- Тур је трипут освајао возач који није носио жуту мајицу ниједном до последње етапе: Жан Робик 1947, Јан Јансен 1968. и Тадеј Погачар 2020;[230][232]
- седам возача је освојило Тур без иједне етапне побједе те године: Фирмен Ламбо 1922, Роже Валковјак 1956, Гастоне Ненчини 1960, Лисјен Емар 1966, Грег Лемонд 1990, Оскар Переиро 2006. и Крис Фрум 2017.[233][234]
- Први црни афрички бициклиста који је остварио етапну побједу, као и освојио неку класификацију на Тур де Франсу био је Бинијам Грмај, који је 2024. освојио класификацију по поенима.[235]

## Најуспјешнији учесници
Ленс Армстронг је у периоду од 1999. до 2005. године дошао до седам узастопних победа у генералном пласману и тиме постао рекордер по укупном броју победа и по броју узастопних тријумфа, али су му 2012. године одузете победе јер је доказано да се допинговао.
Четворица возача имају по пет побједа:
- Жак Анктил (Француска) 1957, 1961, 1962, 1963. и 1964;
- Еди Меркс (Белгија) 1969, 1970, 1971, 1972. и 1974;
- Бернар Ино (Француска) 1978, 1979, 1981, 1982. и 1985;
- Мигел Индураин (Шпанија) 1991, 1992, 1993, 1994. и 1995. (први са пет узастопних побједа).

Два возача имају четири побједе:
- Крис Фрум (Уједињено Краљевство) 2013, 2015, 2016, 2017;
- Тадеј Погачар (Словенија) 2020, 2021, 2024, 2025.

Тројица возача имају по три побједе:
- Филип Тис (Белгија) 1913, 1914. и 1920;
- Луизон Бобе (Француска) 1953, 1954. и 1955;
- Грег Лемонд (САД) 1986, 1989. и 1990;

Ђино Бартали држи рекорд са најдужим раздобљем између двије побједе (1938. и 1948).

## Списак побједника
Побједници Тур де Франса
- 2025.  Тадеј Погачар
- 2024.  Тадеј Погачар
- 2023.  Јонас Вингегор
- 2022.  Јонас Вингегор
- 2021.  Тадеј Погачар
- 2020.  Тадеј Погачар
- 2019.  Еган Бернал
- 2018.  Герент Томас
- 2017.  Крис Фрум
- 2016.  Крис Фрум
- 2015.  Крис Фрум
- 2014.  Винченцо Нибали
- 2013.  Крис Фрум
- 2012.  Бредли Вигинс
- 2011.  Кадел Еванс
- 2010.  Анди Шлек[б]
- 2009.  Алберто Контадор
- 2008.  Карлос Састре
- 2007.  Алберто Контадор
- 2006.  Оскар Переиро[в]
- 2005. резултати поништени због допинга[г]
- 2004. резултати поништени због допинга
- 2003. резултати поништени због допинга
- 2002. резултати поништени због допинга
- 2001. резултати поништени због допинга
- 2000. резултати поништени због допинга
- 1999. резултати поништени због допинга
- 1998.  Марко Пантани
- 1997.  Јан Улрих
- 1996.  Бјарне Рис[д]
- 1995.  Мигел Индураин
- 1994.  Мигел Индураин
- 1993.  Мигел Индураин
- 1992.  Мигел Индураин
- 1991.  Мигел Индураин
- 1990.  Грег Лемонд
- 1989.  Грег Лемонд
- 1988.  Педро Делгадо
- 1987.  Стивен Роуч
- 1986.  Грег Лемонд
- 1985.  Бернар Ино
- 1984.  Лоран Фињон
- 1983.  Лоран Фињон
- 1982.  Бернар Ино
- 1981.  Бернар Ино
- 1980.  Јоп Зутемелк
- 1979.  Бернар Ино
- 1978.  Бернар Ино
- 1977.  Бернар Тевене
- 1976.  Лусин ван Импе
- 1975.  Бернар Тевене
- 1974.  Еди Меркс
- 1973.  Луис Окања
- 1972.  Еди Меркс
- 1971.  Еди Меркс
- 1970.  Еди Меркс
- 1969.  Еди Меркс
- 1968.  Јан Јансен
- 1967.  Роже Пенжон
- 1966.  Лисјен Емар
- 1965.  Феличе Ђимонди
- 1964.  Жак Анкетил
- 1963.  Жак Анкетил
- 1962.  Жак Анкетил
- 1961.  Жак Анкетил
- 1960.  Гастоне Ненчини
- 1959.  Федерико Бамонтес
- 1958.  Шарли Гол
- 1957.  Жак Анкетил
- 1956.  Роже Валковјак
- 1955.  Луизон Бобе
- 1954.  Луизон Бобе
- 1953.  Луизон Бобе
- 1952.  Фаусто Копи
- 1951.  Хуго Коблет
- 1950.  Фердинанд Киблер
- 1949.  Фаусто Копи
- 1948.  Ђино Бартали
- 1947.  Жан Робик
- 1940—1946. Други светски рат
- 1939.  Силвер Мас
- 1938.  Ђино Бартали
- 1937.  Роже Лапебје
- 1936.  Силвер Мас
- 1935.  Ромен Мас
- 1934.  Антонен Мањ
- 1933.  Жорж Спеше
- 1932.  Андре Ледик
- 1931.  Антонен Мањ
- 1930.  Андре Ледик
- 1929.  Маурис де Вале
- 1928.  Николас Франц
- 1927.  Николас Франц
- 1926.  Лисјен Бис
- 1925.  Отавио Ботекја
- 1924.  Отавио Ботекја
- 1923.  Анри Пелисје
- 1922.  Фирмен Ламбо
- 1921.  Леон Сјер
- 1920.  Филип Тис
- 1919.  Фирмен Ламбо
- 1915—1918. Први светски рат
- 1914.  Филип Тис
- 1913.  Филип Тис
- 1912.  Одил Дефраје
- 1911.  Гистав Гаригу
- 1910.  Октав Лапиз
- 1909.  Франсоа Фабе
- 1908.  Лисјен Пети Бретон
- 1907.  Лисјен Пети Бретон
- 1906.  Рене Потје
- 1905.  Луј Труселије
- 1904.  Анри Корне[ђ]
- 1903.  Морис Гарен

### Статистика
Највише побједа имају Французи (36), Белгијанци (18) и Шпанци (12). Остали резултати су наведени у следећим табелама.
| Позиција | Држава               | Број побједа |
| -------- | -------------------- | ------------ |
| 1.       | Француска            | 36           |
| 2.       | Белгија              | 18           |
| 3.       | Шпанија              | 12           |
| 4.       | Италија              | 10           |
| 5.       | Уједињено Краљевство | 6            |
| 6.       | Луксембург           | 5            |
| 7.       | Словенија            | 4            |
| 8.       | Сједињене Државе     | 3            |
| 8.       | Данска               | 3            |
| 10.      | Холандија            | 2            |
| 10.      | Швајцарска           | 2            |
| 12.      | Њемачка              | 1            |
| 12.      | Република Ирска      | 1            |
| 12.      | Аустралија           | 1            |
| 12.      | Колумбија            | 1            |

| Позиција | Бициклиста         | Број побједа |
| -------- | ------------------ | ------------ |
| 1.       | Жак Анкетил        | 5            |
| 1.       | Еди Меркс          | 5            |
| 1.       | Бернар Ино         | 5            |
| 1.       | Мигел Индураин     | 5            |
| 5.       | Крис Фрум          | 4            |
| 5.       | Тадеј Погачар      | 4            |
| 6.       | Филип Тис          | 3            |
| 6.       | Луизон Бобе        | 3            |
| 6.       | Грег Лемонд        | 3            |
| 10.      | Лисјен Пети Бретон | 2            |
| 10.      | Фирмен Ламбо       | 2            |
| 10.      | Отавио Ботекја     | 2            |
| 10.      | Николас Франц      | 2            |
| 10.      | Андре Ледик        | 2            |
| 10.      | Антонен Мањ        | 2            |
| 10.      | Силвер Мас         | 2            |
| 10.      | Ђино Бартали       | 2            |
| 10.      | Фаусто Копи        | 2            |
| 10.      | Бернар Тевене      | 2            |
| 10.      | Лоран Фињон        | 2            |
| 10.      | Алберто Контадор   | 2            |
| 10.      | Јонас Вингегор     | 2            |

| Позиција | Бициклиста    | Број побједа |
| -------- | ------------- | ------------ |
| 1.       | Марк Кевендиш | 35           |
| 2.       | Еди Меркс     | 34           |
| 3.       | Бернар Ино    | 28           |
| 4.       | Андре Ледик   | 25           |
| 5.       | Андре Даригад | 22           |
| 6.       | Тадеј Погачар | 21           |
| 7.       | Николас Франц | 20           |
| 7.       | Франсоа Фабе  | 19           |
| 9.       | Жан Алавоан   | 17           |
| 10.      | Шарл Пелисје  | 16           |
| 10.      | Рене ле Грев  | 16           |
| 10.      | Жак Анкетил   | 16           |
| 13.      | Фреди Мартенс | 15           |
| 14.      | Марсел Кител  | 14           |
| 15.      | Филип Тис     | 13           |
| 15.      | Луј Труселије | 13           |

| Позиција | Бициклиста            | Број побједа |
| -------- | --------------------- | ------------ |
| 1.       | Петер Саган           | 7            |
| 2.       | Ерик Цабел            | 6            |
| 3.       | Шон Кели              | 4            |
| 4.       | Еди Меркс             | 3            |
| 4.       | Јан Јансен            | 3            |
| 4.       | Роби Макјуен          | 3            |
| 4.       | Фреди Мартенс         | 3            |
| 4.       | Џамолидин Абдужапаров | 3            |
| 9.       | Стан Окерс            | 2            |
| 9.       | Жан Гразик            | 2            |
| 9.       | Андре Даригад         | 2            |
| 9.       | Лоран Жалабер         | 2            |
| 9.       | Тор Хусховд           | 2            |
| 9.       | Марк Кевендиш         | 2            |

| Позиција | Бициклиста        | Број побједа |
| -------- | ----------------- | ------------ |
| 1.       | Ришар Виренк      | 7            |
| 2.       | Федерико Бамонтес | 6            |
| 2.       | Лусин ван Импе    | 6            |
| 4.       | Хулио Хименез     | 3            |
| 4.       | Тадеј Погачар     | 3            |
| 5.       | Фелицин Верваке   | 2            |
| 5.       | Ђино Бартали      | 2            |
| 5.       | Фаусто Копи       | 2            |
| 5.       | Шарли Гол         | 2            |
| 5.       | Имерио Масињан    | 2            |
| 5.       | Еди Меркс         | 2            |
| 5.       | Луис Ерера        | 2            |
| 5.       | Клаудио Кјапучи   | 2            |
| 5.       | Лоран Жалабер     | 2            |
| 5.       | Мајкл Расмусен    | 2            |
| 5.       | Рафал Мајка       | 2            |

| Позиција | Бициклиста    | Број побједа |
| -------- | ------------- | ------------ |
| 1.       | Тадеј Погачар | 4            |
| 2.       | Јан Улрих     | 3            |
| 2.       | Анди Шлек     | 3            |
| 4.       | Марко Пантани | 2            |
| 4.       | Наиро Кинтана | 2            |

## Галерија
- Анри Дегранж, оснивач Тур де Франса
- Анри Пелисје на Туру 1919.
- Ђино Бартали, победник Тур де Франса 1938.
- Рафаел Жеминиани на Тур де Франсу
- Федерико Бамонтес на Туру 1960.
- Подијум на Туру 1964. Анкетил, Пулидор и Бамонтес
- Еди Меркс на Тур де Франсу 1966.
- Лисјен Емар на Туру 1973.
- Јоп Зутемелк на Тур де Франсу 1973.
- Бернар Ино, победник Тура 1978.
- Педро Делгадо, победник Тура 1988.
- Американац Грег Лемонд на успону на Алп ду Уз 1991.
- Стивен Роуч на Туру 1993.
- Мигел Индураин, петоструки узастопни победник Тура.
- Марко Пантани на Туру 1997.
- Јан Улрих победник Тура 1997.
- Познат успон екстра категорије, врх Мон Венту на слици.
- Мајкл Расмусен, освајач тачкасте мајице 2005. и 2006.
- Ерик Цабел, шестоструки узастопни освајач зелене мајице на Тур де Франсу.
- Фабијан Канчелара у жутој мајици на 1. етапи Тур де Франса 2010.
- Ленс Армстронг на Туру 2005.
- Алберто Контадор, победник Тура 2007.
- Карлос Састре, победник Тура 2008.
- Кадел Еванс и браћа Шлек на Туру 2011.
- Марк Кевендиш, петоструки узастопни победник на Јелисејским Пољима
- Петер Саган, освајач зелене мајице на Туру 2013.
- Винченцо Нибали, победник Тура 2014.
- Тони Мартин у жутој мајици 2015.
- Крис Фрум, победник Тура 2015.
- Крис Фрум и Петер Саган у нападу на етапи 11 на Тур де Франсу 2016.

### Цитирана библиографија
- Augendre, Jacques (1996). Le Tour de France: panorama d'un siècle. Service Communication-presse de la Société du Tour de France. Приступљено 26. 11. 2016.
- Cazeneuve, Thierry; Chany, Pierre (2011). La fabuleuse histoire du Tour de France. Paris: La Martinière. ISBN 978-2-7324-4792-6. Приступљено 26. 11. 2016.
- Dauncey, Hugh; Hare, Geoff (2013) [2003]. The Tour De France, 1903-2003: A Century of Sporting Structures, Meanings and Values. London: Routledge. ISBN 978-1-135-76239-1. Приступљено 26. 11. 2016.
- Goddet, Jacques (1991). L'équipée belle. Éditions Robert Laffont. ISBN 978-2-221-07290-5. Приступљено 26. 11. 2016.
- Masso, Benjamin (2003). Het zweet der goden: legende van de wielersport (4th изд.). Atlas. ISBN 978-90-450-1126-4. Приступљено 26. 11. 2016.
- McGann, Bill; McGann, Carol (2006). The Story of the Tour de France, Volume 1. Indianapolis, U.S.: Dog Ear Publishing. ISBN 978-1-59858-180-5. Приступљено 26. 11. 2016.
- Nicholson, Geoffrey (1991). Le Tour: The Rise and Rise of the Tour de France. London: Hodder & Stoughton. ISBN 978-0-340-54268-2. Приступљено 26. 11. 2016.
- Seray, Jacques (2000). 1904 Tour de France. Ann Arbor Press. ISBN 978-0-9649835-2-6. Приступљено 26. 11. 2016.
- Woodland, Les (2007) [2003]. The Yellow Jersey Companion to the Tour de France. London: Random House. ISBN 978-0-224-08016-3. Приступљено 26. 11. 2016.